# Чорний Ключ (Бєлорєцький район)
Чорний Ключ (рос. Черный Ключ, башк. Кара Шишмә) — село у складі Бєлорєцького району Башкортостану, Росія. Входить до складу Ніколаєвської сільської ради.
До 17 грудня 2004 року село входило до складу Тірлянської селищної ради.
Населення — 29 осіб (2010; 30 в 2002).
Національний склад:
- башкири — 90%